# Asbach (Neuwied)
Asbach es un municipio situado en el distrito de Neuwied, en el estado federado de Renania-Palatinado (Alemania). Tiene una población estimada, a mediados de 2023, de 7624 habitantes.